# Putkowice Nadolne
Putkowice Nadolne – wieś w Polsce położona w województwie podlaskim, w powiecie siemiatyckim, w gminie Drohiczyn.
Wierni kościoła rzymskokatolickiego należą do parafii Świętych Apostołów Piotra i Pawła w Śledzianowie.

## Historia
Po I wojnie światowej powstała we wsi szkoła powszechna, której inicjatorem budowy i kierownikiem był Aleksander Karp, polski patriota i społecznik, zamordowany przez Sowietów w Katyniu.
W latach 1954–1958 wieś była siedzibą gromady Putkowice Nadolne, po jej zniesieniu w gromadzie Śledzianów. W latach 1975–1998 miejscowość administracyjnie należała do województwa białostockiego.